# 시린 네샤트
시린 네샤트(페르시아어: شیرین نشاط, 영어: Shirin Neshat, 1957년 3월 26일 ~ )는 이란, 미국의 시각 예술가로, 영화·영상·사진 작품을 통해 잘 알려져 있다. 1999년 베네치아 비엔날레에서 황금사자상을 수상했으며, 2009년 베네치아 영화제에서는 영화 《남자 없는 여자》를 통해 은사자상 감독상을 수상했다.

## 작품 목록

### 영화
- 남자 없는 여자 (2009)
- Before My Eyes (2011, 단편)
- Illusions & Mirrors (2013, 단편)
- 루킹 포 움 쿨툼 (2017, 쇼자 아자리와 공동연출)
- 랜드 오브 드림즈 (2021, 쇼자 아자리와 공동연출)